# Davide Perez
Davide Perez (Nápoles, 1711–Lisboa, 1778) fue un compositor italiano, de origen español.

## Biografía
Perez compuso una treintena de óperas, caracterizadas por la gran elaboración de las partes instrumentales y la riqueza armónica y rítmica, que subrayan el fuerte discurso dramático, como se transmite claramente en Il Solimano (1757). También fue autor de música sacra, considerada por algunos estudiosos cualitativamente superior a su producción teatral, calificada de menos original. En aquel campo destacan su oratorio Il martirio di San Bartolomeo y un Te Deum.

## Óperas
- La nemica amante (libretista desconocido), dramma per musica (4 nov 1735, Nápoles, Palazzo reale)
- I travestimenti amorosi (Antonio Palomba), commedia per musica (10 jul 1740, Nápoles, Palazzo reale)
- Siroe, re di Persia (Pietro Metastasio) (4 nov 1740 Nápoles, Teatro S. Carlo)
- Demetrio (Pietro Metastasio), 1ª versión (13 jun 1741, Palermo, Teatro S. Cecilia)
- Alessandro nell'Indie (Pietro Metastasio), (Carnaval 1744, Génova, Teatro Falcone)
- Merope (Apostolo Zeno) (Carnestoltes 1744 Génova, Teatro Falcone)
- Leucippo (Giovanni Claudio Pasquini), favola pastorale (1744, Palermo, Teatro S. Cecilia)
- L'errore amoroso (Antonio Palomba), commedia per musica (Carnaval 1745, Palermo, Teatro S. Lucia)
- L'amor fra congionti, commedia (Carnaval 1746, Palermo, Teatro S. Lucia)
- Artaserse (Pietro Metastasio) (Otoño, 1747, Florencia, Teatro della Pergola)
- La Semiramide riconosciuta (Pietro Metastasio) (3 feb 1749, Roma, Teatro Alibert)
- La clemenza di Tito (Pietro Metastasio) (1749, Nápoles, Teatro S. Carlo)
- Andromaeda (1750, Viena, Hof)
- Vologeso (Apostolo Zeno) (1750, Viena, Hof)
- Ezio (Pietro Metastasio) (26 dic 1750, Milán, Teatro regio ducal)
- Il Farnace (Apostolo Zeno, revisado por Antonio Maria Lucchini?) (Carnaval 1751 Turín, Teatro real)
- La Didone abbandonata (Pietro Metastasio) (1751, Génova)
- La Zenobia (Pietro Metastasio) (Otoño 1751, Milán, Teatro regio ducal)
- Il Demofoonte (Pietro Metastasio) (Otoño, 1752 Lisboa, Teatro di Corte)
- L'Olimpiade (Pietro Metastasio) (Primavera 1753, Lisboa, Teatro di Corte)
- L'eroe cinese (Pietro Metastasio) (6 jun 1753, Lisboa, Teatro di Corte)
- Adriano in Siria (Pietro Metastasio) (Carnaval 1754, Lisboa, Salvaterra)
- L'Ipermestra (Pietro Metastasio) (31 mar 1754, Lisboa, Teatro Real Corte)
- Il re pastore (Pietro Metastasio) (Primavera 1756, Cremona)
- Solimano (libretista desconocido), 3 actos (31 mar 1758, Lisboa, Teatro de la Ajuda)
- Arminio (Antonio Salvi), Pasticcio (1760, Londres, King's Theatre)
- Creusa in Delfo (Gaetano Martinelli), dramma per musica 2 actos (Carnaval, 1774 Lisboa, Salvaterra)
- Atribución dudosa: Astarto (1743, Palermo); Medea (1744, Palermo); L'isola incantata (1746, Palermo)

- Datos: Q2274080
- Multimedia: Davide Perez / Q2274080